# Раичевићи
Раичевићи је насеље у пријестоници Цетиње у Црној Гори. Према попису из 2003. било је 89 становника (према попису из 1991. било је 123 становника).

## Демографија
У насељу Раичевићи живи 73 пунолетна становника, а просечна старост становништва износи 46,0 година (43,1 код мушкараца и 48,6 код жена). У насељу има 30 домаћинстава, а просечан број чланова по домаћинству је 2,97.
Ово насеље је у потпуности насељено Црногорцима (према попису из 2003. године), а у последња три пописа, примећен је пад у броју становника.
|  |

| Демографија | Демографија | Демографија |
| Година      | Становника  | Становника  |
| ----------- | ----------- | ----------- |
|             |             |             |
|             |             |             |
|             |             |             |
|             |             |             |
| 1948.       | 271         |             |
| 1953.       | 300         |             |
| 1961.       | 267         |             |
| 1971.       | 187         |             |
| 1981.       | 161         |             |
| 1991.       | 123         | 123         |
| 2003.       | 89          | 89          |
|             |             |             |

| Етнички састав према попису из 2003.‍ | Етнички састав према попису из 2003.‍ | Етнички састав према попису из 2003.‍ | Етнички састав према попису из 2003.‍ | Етнички састав према попису из 2003.‍ |
| ------------------------------------ | ------------------------------------ | ------------------------------------ | ------------------------------------ | ------------------------------------ |
|                                      |                                      |                                      |                                      |                                      |
| Црногорци                            | Црногорци                            |                                      | 89                                   | 100,0%                               |
| непознато                            | непознато                            |                                      | 0                                    | 0,0%                                 |

| Година пописа     | 1948. | 1953. | 1961. | 1971. | 1981. | 1991. | 2003. |
| ----------------- | ----- | ----- | ----- | ----- | ----- | ----- | ----- |
| Број домаћинстава | 59    | 66    | 68    | 51    | 45    | 34    | 30    |

| Број чланова      | 1  | 2 | 3 | 4 | 5 | 6 | 7 | 8 | 9 | 10 и више | Просек |
| ----------------- | -- | - | - | - | - | - | - | - | - | --------- | ------ |
| Број домаћинстава | 30 | 8 | 9 | 3 | 2 | 5 | 1 | 1 | 1 | 0         | 0      |

| Пол    | Укупно | Неожењен/Неудата | Ожењен/Удата | Удовац/Удовица | Разведен/Разведена | Непознато |
| ------ | ------ | ---------------- | ------------ | -------------- | ------------------ | --------- |
| Мушки  | 35     | 14               | 18           | 1              | 2                  | 0         |
| Женски | 41     | 17               | 17           | 6              | 1                  | 0         |
| УКУПНО | 76     | 31               | 35           | 7              | 3                  | 0         |

| Пол    | Укупно                    | Пољопривреда, лов и шумарство | Рибарство                            | Вађење руде и камена | Прерађивачка индустрија       |
| ------ | ------------------------- | ----------------------------- | ------------------------------------ | -------------------- | ----------------------------- |
| Мушки  | 10                        | 1                             | 0                                    | 0                    | 2                             |
| Женски | 9                         | 0                             | 0                                    | 0                    | 0                             |
| УКУПНО | 19                        | 1                             | 0                                    | 0                    | 2                             |
| Пол    | Производња и снабдевање   | Грађевинарство                | Трговина                             | Хотели и ресторани   | Саобраћај, складиштење и везе |
| Мушки  | 1                         | 0                             | 1                                    | 0                    | 0                             |
| Женски | 1                         | 0                             | 3                                    | 0                    | 2                             |
| УКУПНО | 2                         | 0                             | 4                                    | 0                    | 2                             |
| Пол    | Финансијско посредовање   | Некретнине                    | Државна управа и одбрана             | Образовање           | Здравствени и социјални рад   |
| Мушки  | 0                         | 0                             | 1                                    | 1                    | 0                             |
| Женски | 0                         | 0                             | 2                                    | 1                    | 0                             |
| УКУПНО | 0                         | 0                             | 3                                    | 2                    | 0                             |
| Пол    | Остале услужне активности | Приватна домаћинства          | Екстериторијалне организације и тела | Непознато            | Непознато                     |
| Мушки  | 3                         | 0                             | 0                                    | 0                    | 0                             |
| Женски | 0                         | 0                             | 0                                    | 0                    | 0                             |
| УКУПНО | 3                         | 0                             | 0                                    | 0                    | 0                             |